# WTA Tour Championships 2000
Il WTA Tour Championships 2000 è stato un torneo di tennis che si è giocato a New York negli USA dal 13 al 19 novembre su campi in sintetico indoor. È stata la 30ª edizione del torneo di fine anno di singolare, la 25a del torneo di doppio.

## Campionesse

### Singolare
Martina Hingis ha battuto in finale  Monica Seles con il punteggio di 6(5)–7, 6–4, 6–4

### Doppio
Martina Hingis /  Anna Kurnikova hanno battuto in finale  Nicole Arendt /  Manon Bollegraf con il punteggio di 6–2, 6–3